# قرار مجلس الأمن التابع للأمم المتحدة رقم 1168
قرار مجلس الأمن التابع للأمم المتحدة رقم 1168، المتخذ بالإجماع في 21 أيار / مايو 1998، بعد الإشارة إلى القرارات 1031 (1995)، 1035 (1995)، 1088 (1996)، 1103 (1997)، 1107 (1997) و1144 (1997)، عزز المجلس قوة الشرطة الدولية في البوسنة والهرسك بما يصل إلى 30 موظف ليبلغ قوامها الإجمالي 2.057.
وهناك حاجة لمزيد من التدريب للشرطة المحلية في البوسنة والهرسك، ولا سيما فيما يتعلق بإدارة الحوادث والفساد والجريمة المنظمة ومكافحة المخدرات. وأقر المجلس بأن إصلاح الجهاز القضائي وإصلاح الشرطة مرتبطان ارتباطاً وثيقاً.
وأذن القرار بزيادة إضافية في عدد وظائف قوة الشرطة الدولية بما يصل إلى 30 فرداً، بقوام إجمالي قدره 2057، كجزء من بعثة الأمم المتحدة في البوسنة والهرسك. وأيد إدخال تحسينات على هيكل قوة الشرطة الدولية وشجع الدول الأعضاء على المساهمة بالمعدات والتدريب وغير ذلك من أشكال المساعدة لقوات الشرطة المحلية في البوسنة والهرسك. واختتم القرار بالإقرار بأن إنشاء قدرة محلية للأمن العام أمر أساسي لتعزيز سيادة القانون في البلد والإصلاح القانوني.

## روابط خارجية
- نص القرار في undocs.org